# Bruno Lohse

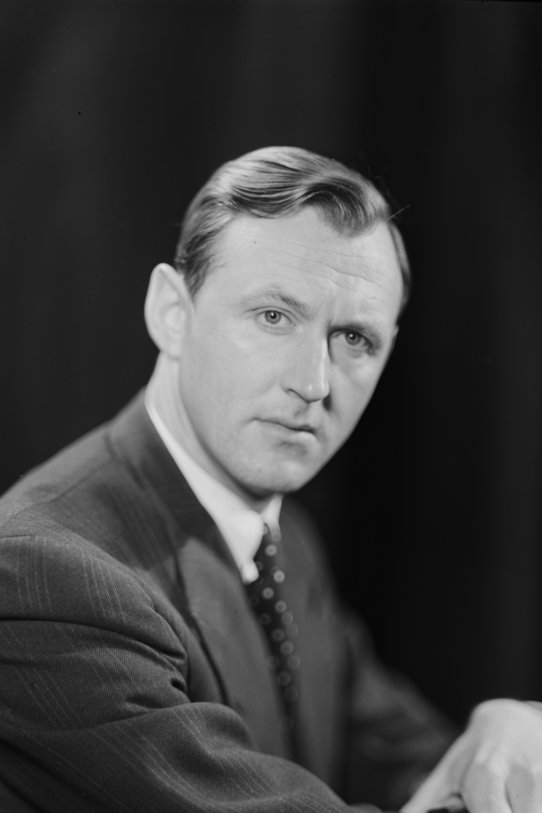
Bruno Lohse

Wilhelm Peter Bruno Lohse (* 17. September 1911 in Düingdorf; † 19. März 2007 in München) war ein deutscher Kunsthändler. Während der deutschen Besetzung Frankreichs im Zweiten Weltkrieg war Lohse von 1941 bis 1944 stellvertretender Direktor der nationalsozialistischen Kunstrauborganisation Einsatzstab Reichsleiter Rosenberg in Paris und Kunstbeschaffer Hermann Görings. Nach dem Zweiten Weltkrieg arbeitete er als selbstständiger Kunsthändler. Lohse war am Raub von Kunstgegenständen umfassend beteiligt, die vorwiegend jüdischen Eigentümern gehörten. Kurz nach seinem Tode fand man in einem Safe einer anonymen Liechtensteiner Stiftung in der Zürcher Kantonalbank einen Bestand während des Zweiten Weltkrieges aus vorwiegend jüdischem Besitz geraubter Gemälde. Hinter der anonymen Stiftung/Anstalt mit Namen „Schönart“ hatte Bruno Lohse gestanden.

## Kindheit und Studium, Beruf
Lohses Vater August war Mitglied des Berliner Philharmonischen Orchesters und Percussionist. Bruno Lohse wuchs mit zwei Geschwistern auf, einem Bruder und einer Schwester. Die Mutter Anne Catherine Lohse, geborene Hoenekop, starb 1938. Die Grundschule und das Gymnasium absolvierte Lohse in Berlin. 1929 beendete er seine Schullaufbahn mit dem Abitur. Anschließend studierte er ab 1930 Kunstgeschichte, Philosophie und Germanistik in Berlin und Frankfurt am Main. 1933 verbrachte er vier Monate zum Sprachenstudium in Frankreich. 1936 wurde er in Kunstgeschichte promoviert. Seine Dissertation über einen klassizistischen Landschaftsmaler trägt den Titel Jakob Philipp Hackert. Leben und Anfänge seiner Kunst. Die Schrift wurde 1936 im Lechte-Verlag ins Emsdetten veröffentlicht. Von 1936 bis 1939 arbeitete Lohse in Berlin als Kunsthändler in der Wohnung seines Vaters.

## Zeit des Nationalsozialismus
1933 wurde Lohse Mitglied der SS und blieb es nach eigener Aussage bis zum Kriegsende. 1942 wurde er in Paris zum SS-Obersturmführer ernannt. 1937 trat er in die NSDAP ein. Beim Überfall auf Polen 1939 wurde er Fahrer einer Sanitätsabteilung, danach bei einer Panzerjägereinheit in Ostpreußen eingesetzt. 1941 erfolgte Lohses Versetzung nach Paris in den Einsatzstab Reichsleiter Rosenberg (ERR). Kurze Zeit später ernannte ihn Hermann Göring, der Oberbefehlshaber der deutschen Luftwaffe, zu seinem persönlichen Beauftragten in Paris, daraus folgte die Entlassung aus dem Heer und die Übernahme in die Luftwaffe. Dabei blieb Lohse Mitglied des ERR.

## Im besetzten Frankreich

### In der Leitung des Einsatzstabes Reichsleiter Rosenberg
Ab Herbst 1940 war der Einsatzstab Reichsleiter Rosenberg (ERR) und der dafür gebildeten Sonderstab Bildende Kunst Hauptbeteiligter an dem Raub jüdischer Kunstsammlungen in Frankreich. Leiter des ERR Frankreich mit Sitz in Paris war ab Herbst 1940 Kurt von Behr, zunächst als Stellvertreter und dann ab Anfang 1941 als Leiter. Von Behr leitete auch den Sonderstab Bildende Kunst, der größten Abteilung des ERR. Bruno Lohse wurde durch Görings Intervention Stellvertreter im Sonderstab Bildende Kunst. Formal besetzte der Journalist Robert Scholz, Leiter des Hauptamtes Bildende Kunst im Amt Rosenberg, ab Herbst 1941 den Posten des Leiters des Sonderstabes Bildende Kunst, aber er konnte sich nicht gegen von Behr behaupten, der von Göring protegiert wurde. Von Behr gab Anfang 1943 seine Leitung des Einsatzstabes auf und überließ Scholz die Leitung des Sonderstabes. Behr hatte schon ab Anfang 1942 die Leitung der Möbelraubaktion inne. Scholz hatte Lohse und Walter Borchers zu seinen Stellvertretern gemacht, aber da er in Berlin blieb, waren Lohse und Borchers ab Januar 1943 faktisch Leiter der Tätigkeit des Sonderstabs „Bildende Kunst“ in Paris. In dieser Funktion waren Lohse und sein Kollege Borchers ab Januar 1943 für alle Beschlagnahmungen von Kunstgegenständen zuständig, die der Einsatzstab Rosenberg durchführte. Sie ordneten sie an und leiteten sie. Lohses und Borchers Dienststellung im ERR war Anfang August 1944 Haupteinsatzführer des ERR. Am 1. Mai 1942 wurde Bruno Lohse neben anderen Mitgliedern des ERR, so auch Robert Scholz und Günther Schiedlaudsky, wegen der Verdienste beim Kunstraub in Paris durch den Stabsleiter Gerhard Utikal im Auftrag von Adolf Hitler das Kriegsverdienstkreuz II. Klasse verliehen.

### Beauftragter Görings
Göring spielte bei dem Kunstraub in Frankreich eine exponierte Rolle, denn er bestimmte maßgeblich die Arbeit des ERR. So entschied er am 5. November 1940 in einem Erlass darüber, wie die vom ERR geraubten Bilder, die sich im Jeu de Paume befanden, zu dem Zeitpunkt und in Zukunft verteilt werden sollten. Dabei suchte Göring 38 Bilder für seine Sammlung aus. Auch in der Folgezeit eignete sich Göring viele Bilder an. Formal vereinbarte Göring mit dem ERR eine Bezahlung und ließ die Gemälde von einem französischen Kunstsachverständigen – sehr niedrig – schätzen. Die Zahlungen wurden aber nie ausgeführt.
Zwischen 1941 und 1942 reiste Göring etwa zwanzig Mal nach Paris und ließ sich aus Raubzügen neu eingetroffene Bilder in Ausstellungen vorstellen, um sich seinen Anteil zu sichern. Außerdem stellte er Eisenbahnzüge und Bewachungspersonal zum Transport der Kunstgüter nach Deutschland zur Verfügung. Der ERR hatte bis zu Görings Eingreifen die Verbringung der beschlagnahmten Kunstwerke nicht organisiert, da militärische Militärbefehlshaber dies untersagten. Teilweise nahm Göring die geraubten Bilder im Gepäckwagen seines Sonderzuges mit. Es gelang ihm, wichtige Untergebene von Alfred Rosenberg im ERR auf seine Seite zu bringen und so den ERR zu steuern. So arbeitete ihm auch der Leiter des ERR für Frankreich und die Beneluxländer Kurt von Behr zu. James S. Plaut, Direktor der OSS-Abteilung zur Aufklärung des Kunstraubes ALIU (ART LOOTING INVESTIGATION UNIT), nannte den Einsatzstab Rosenberg „von oben bis unten eine Göring-Show unter der Rosenbergflagge“. In diesem Rahmen ist die Protegierung Bruno Lohses durch Göring einzuordnen.
Der Gefreite Lohse war Anfang Februar 1941 von seiner Wehrmachtseinheit temporär für vier Wochen nach Paris als Kunsthistoriker zum ERR abgeordnet worden. Dort katalogisierte er anfangs in der Arbeitsgruppe Louvre die konfiszierte Sammlung von Alphonse Kann. Lohse wurde mit Göring bekannt, als er für diesen eine Führung durch eine Ausstellung geraubter Bilder im Kunstlager des Jeu de Paume vornahm. Er beeindruckte den Reichsmarschall mit seinen Kenntnissen über niederländische Malerei des 17. Jahrhunderts und wurde zu einem privaten Treffen in Görings Räume im Gebäude des französischen Außenministerium am Quais d’Orsay eingeladen. Lohse, der den Gönner verehrte, konnte dessen Vertrauen gewinnen und wurde auf einen einflussreichen Posten gehoben: Göring ernannte Lohse zu seinem ständigen Vertreter und Stellvertreter von Kurt von Behr im Sonderstab Bildende Kunst des ERR Paris. Dazu wurde Lohse aus dem Heer entlassen und zur Luftwaffe überstellt. Er kehrte somit nicht zu seiner Panzerjägereinheit, die sich auf den Kriegseinsatz in Russland vorbereitete, nach Ostpreußen zurück. Zusätzlich ernannte Göring Lohse zu seinem besonderen Kunsthändler, zuständig für den Erwerb von Kunstwerken in den besetzten westlichen Ländern. Lohse wurde Unteroffizier der Luftwaffe und blieb gleichzeitig Mitglied des ERR. Mit Lohse war es Göring endgültig gelungen, den ERR zu unterwandern. Für den Einsatz als Kunstkäufer stattete Göring Lohse mit umfassender Vollmacht aus:

„Dr. Bruno Lohse ist von mir beauftragt, in Kunstsammlungen, Privatsammlungen und auf öffentlichen Versteigerungen Kunstgegenstände zu erwerben. Alle Dienststellen des Staates, der Partei und der Wehrmacht sind angewiesen, ihn bei der Durchführung seines Auftrage zu unterstützen!“

Lohses Aufgabe war demnach zum einen, Göring Zugang zu den geraubten Bildern des ERR zu verschaffen. Dazu veranstaltete Lohse regelmäßig exklusiv für Göring Ausstellungen im Jeu de Paume über die jüngst geraubten Bilder. Außerdem war Lohse als Stellvertretender Leiter des Kunststabes des ERR über die jeweiligen Beschlagnahmeaktionen des ERR informiert, wenn er sie nicht selbst in die Wege leitete wie im Fall der Sammlung Schloss.
Lohse hatte auf Grund seiner Ernennung durch Göring eine starke Position und genoss verschiedene Privilegien. Er durfte Zivilkleidung tragen – andere Mitglieder des ERR waren uniformiert –, hatte eine eigene Wohnung und ein Auto. Im ERR nahm er nach der Ernennung zu Görings Spezialagent eine unabhängige Stellung ein. Er war einerseits stellvertretender Direktor, war aber dem ERR Paris und auch der Gesamtleitung in Berlin nur formal unterstellt. Von 1941 bis Juli 1944 war er in Paris überwiegend für Göring tätig. Als seine Vorgesetzten in Berlin ihn 1943 wegen Fehlern in der Handhabung der Angelegenheit des Raubes Sammlung Schloss zur Verantwortung ziehen wollten, konnte Lohse sich unter Berufung auf Göring erfolgreich weigern, Fragen seiner Vorgesetzten zu beantworten.
Bei den Raubaktionen des ERR wurden die Kunstgegenstände von Jagdkommandos mit SD-Mitarbeitern, Mitarbeitern der Geheimen Feldpolizei, den Kunsthistorikern des ERR und teilweise mit Hilfe von unter Görings Befehl stehenden Devisenschutzkommandos beschlagnahmt. Zum Teil war auch französische Polizei behilflich. Die Kunstwerke wurden im für die Deutschen reservierten Museum Jeu de Paume in Paris gesammelt und von einer Arbeitsgruppe, bestehend aus Kunsthistorikern, Photographen und weiteren Mitarbeitern, inventarisiert. Die als wertvoll erachteten Objekte brachte man nach Deutschland. Hauptabnehmer waren das geplante Führermuseum in Linz und der Reichsmarschall Hermann Göring. Ein Teil war für Lager der Einsatzstabes in Deutschland bestimmt. Daneben sollten deutsche Museen Anteile an der Beute erhalten. Lohse Hauptaufgabe dabei war, Göring die besten Raubstücke des ERR zu sichern. Insgesamt erhielt Göring aus dieser Quelle etwa 600 Bilder.
Wenn Lohse Bilder für Göring auf dem Kunstmarkt in Frankreich oder in anderen Ländern bar kaufte, wurde das Geld aus einem Spezialfonds der Luftwaffenführung in Paris bereitgestellt. Häufig beglichen die deutschen Kunsträuber die geforderten Kaufpreise mit dem Verkauf bzw. Tausch geraubter Bilder sogenannter entarteter Kunst, die ebenfalls aus Beschlagnahmen stammten und im Jeu de Paume lagerten. Lohse organisierte viele solcher Tauschaktionen, bei denen gestohlene Bilder die Bezahlung für einen Kauf Görings bildeten. Da Göring auch gegenüber seinen Helfern erpresserisch agierte, ist es nicht überraschend, dass auch Lohse der Vorwurf gemacht wurde, Verkäufer zu bedrohen, wenn sie nicht bereit waren, die von Göring angebotenen Bedingungen zu akzeptieren.

#### Der Fall der „Sammlung Schloss“
Lohse und die Mitarbeiter des ERR behaupteten nach dem Krieg bei den Vernehmungen durch die Amerikaner und Franzosen, sie hätten nur die Wohnungen und Sammlungen konfisziert, die ohne Aufsicht gewesen seien und leer gestanden hätten. Unter anderem aus dem Fall Schloss wird deutlich, dass es sich dabei um eine Schutzbehauptung handelte.
Eine der begehrtesten Sammlungen für die Deutschen war die Sammlung des jüdischen Franzosen Alphonse Schloss, da sie viele niederländische Meistergemälde des 17. und 18. Jahrhunderts enthielt. Die Erben dieser Sammlung waren 1940 ins unbesetzte Frankreich geflüchtet und hatten dort die Sammlung versteckt. Der ERR setzte Polizei und Spitzel ein, die den Aufbewahrungsort dieser Sammlung ausfindig machen sollten. Im Herbst 1942 hatte Lohse für den ERR mit dem Pariser Kunsthändler Jean-Francois Lefranc und Louis Darquier de Pellepoix, der Generalkommissar für Judenfragen war, mit der Genehmigung Görings einen Vertrag zur Beschaffung der Sammlung Schloss geschlossen. Die Deutschen waren auch nach dem eventuellen Aufspüren auf die Hilfe der Franzosen angewiesen, um die Sammlung aus dem unbesetzten Gebiet nach Paris schaffen zu können. Dabei versprach man Lefranc und Darquier de Pellepoix eine hohe Belohnung.
Nach der Besetzung der Südzone durch die Deutschen war die Situation verändert. Nunmehr reichte der einfache Hinweis auf den Lagerort der Sammlung. Lohse leitete als faktischer Direktor des Einsatzstabes den Raub ein. Am 7. und 9. April 1943 wurden, in Zusammenarbeit mit Darquier de Pellepoix, der Polizei der Vichy-Regierung und der SS, Henri Schloss und sein Bruder Lucien, die Besitzer der Sammlung, verhaftet, bis sie bereit waren, den Aufenthaltsort der Bilder, das Schloss Chambon bei Tulle im Departement Corrèze, zu verraten. Mittlerweile hatten die Deutschen ihren Vertrauten Jean-Francois Lefranc zum Arisierungsverwalter der Sammlung ernannt. Darüber kam es zu einem Zerwürfnis mit Darquier de Pellepoix und der Vichy-Regierung.
Um kein Aufsehen zu erregen, unternahm der ERR dann am 13. April 1943 eine verdeckte Beschlagnahme-Aktion in dem Schloss Chambon. Dabei waren Einsatzkräfte des ERR in Verkleidung mit zwei Lastwagen in Chambon eingetroffen. Auf den Lastwagen befanden sich bewaffnete französische Gestapohilfskräfte mit französischen Polizeiausweisen, SS-Offiziere ohne Uniform und deutsche Kunsthistoriker, die vorgaben, Franzosen zu sein und französische Personalausweise vorwiesen. Der Einsatztrupp lud die Sammlung Schloss auf und wollte nach Paris abfahren. Doch der Provinzpräfekt von Correzes stellte sich quer und stoppte mit Polizeieinheiten den Konvoi, weil er nicht wusste, dass er es mit der Besatzungsmacht zu tun hatte, sondern glaubte, es mit einer Aktion einer französischen Truppe zu tun zu haben. Die Sammlung wurde nach einigem Hin und Her von deutschen Truppen in Gewahrsam genommen und dann erst in eine deutsche Kaserne nach Tulles und schließlich in den deutschen Militärstützpunkt nach Limoges gebracht. Die Angelegenheit erregte großes Aufsehen und es wurde in der gleichgeschalteten Presse darüber berichtet. Nach einigen Tagen wurde die Sammlung den Franzosen übergeben, um die Kollaborationsregierung unter Pétain und seinem Ministerpräsidenten Laval nicht bloßzustellen, wobei die Deutschen sicherstellten, dass sie nicht ihre Zugriffsmöglichkeiten auf die Beute aus der Hand gaben.
Lohse schaltete nun die deutsche Botschaft in Paris ein. Der zuständige Sachbearbeiter schlug vor, die Sammlung für den Sonderauftrag Linz von der französischen Regierung zu kaufen. Hitler stimmte zu und es gab Verhandlungen. Der Kompromiss war, dass Vichy dann bereit war, Teile der Sammlung zu verkaufen, wenn Deutschland die französischen Rechte an der Sammlung respektierte. Lohse sicherte dies zu.
Lefranc ließ die Sammlung nach Paris transportieren. Im Gebäude des Generalkommissariats für Judenfragen, der ehemaligen Dreyfusbank, kam es zu seiner Besichtigungsaktion von französischen und deutschen Behördenvertretern, bei der die Sammlung aufgeteilt wurde. Die Franzosen wählten 49 Bilder für den Louvre aus. Dann wählten Bruno Lohse und Erhard Göpel vom „Sonderauftrag Linz“ 284 Bilder für das Reich aus. 262 Bilder waren für die Sammlung Linz bestimmt. Hitler zahlte für diese Bilder das Äquivalent von 2,5 Millionen Reichsmark an das Vichy-Regime. Lefranc erhielt als Belohnung 10 Bilder. Weitere 20 Bilder erhielt er später vom Louvre und verkaufte sie gleich an einen Händler namens Buittenwege weiter. Vermutlich war das ein Kunsthändler, der im Auftrag Görings agierte und so die Spur zu Göring im Dunklen ließ.
Göring hatte zuerst auf seinen Anteil an der Beute verzichtet, als der Raub ruchbar wurde. Aber dann erwarb Lohse für Göring zwei Gemälde der Sammlung Schloss, darunter ein Rubens zugeschriebenes Werk. Die Vorgeschichte dazu ging aus einem Brief Lohses an Göring hervor, in dem er ihm mehrere Bilder aus der „Sammlung Schloss“ anbot. Ein Satz in diesem Brief wurde von Görings Mitarbeiterin Gisela Limberger in einer Notiz an Göring folgendermaßen wiedergegeben: „Es bräuchte ihm nur die Katalognummer angegeben werden“. Auf dieses Angebot Lohses ging Göring ein, in dem er auf der Notiz Limbergers ein eigenhändiges Telefonat mit Lohse in einer handschriftlichen Notiz festhielt: Ich habe ihm telefoniert, dass ich die Gemälde deren Photos ich gesehen habe, erwerben will. Drei Gemälde erwarb Bruno Lohse zu günstigen Preisen für sich selbst.

#### Der Fall August Liebmann Mayer
Der berühmte jüdische und auch heute noch anerkannte Kunsthistoriker und Experte für spanische und italienische Malerei der Renaissance und des Barock August Liebmann Mayer war schon 1930 das Opfer des Beginns einer beispiellosen Verleumdungskampagne von auf Mayers Erfolg neidischen und/oder antisemitischen Kunsthistorikerkollegen im Verein mit dem Völkischen Beobachter geworden. Es war unter anderem fälschlicherweise behauptet worden, dass Mayer gegen Geld Kunstgutachten gefälscht habe. Mayer gab daraufhin 1931 seinen Posten als Hauptkonservator an der Münchner Pinakothek und seine Stellung als Kunstgeschichtsprofessor an der Münchner Universität auf. Er versuchte als privater Gutachter von Kunst weiter zu arbeiten, weil er glaubte, seinen Verfolgern so den Wind aus den Segeln nehmen zu können. Doch die Verfolger sahen darin ein Schuldeingeständnis und hetzten ihn jetzt erst recht.
Nach 1933 kamen die Verfolger an die Macht und jetzt machte sich auch der Deutsche Staat an die Verfolgung. Mayer wurde unter dem Vorwand der Steuerhinterziehung zeitweise verhaftet und bis 1935 seines gesamten Vermögens beraubt. Nur dank der Hilfe ausländischer Freunde konnte Mayer 1935 emigrieren und versuchen, sich in Paris eine neue Existenz aufzubauen.
In Paris gab Mayer 1936 das Werkverzeichnis von Velazquez heraus und begann an einem Werkkatalog von Tizian zu arbeiten. Seine letzten Arbeiten daran stammen von 1939.
Nachdem die Deutschen Frankreich erobert hatten, ging die Verfolgung weiter. Der Kunsthistoriker Lohse leitete kurz nach seiner Ankunft in Paris 1941 die Fahndung nach Mayer ein, der nach Nizza ins unbesetzte Frankreich geflüchtet war und seine Frau und Tochter hatte in der gemeinsamen Wohnung in Paris zurücklassen müssen. Der Einsatzstab Rosenberg räumte die Wohnung leer. In der ALIU-Untersuchung Activity of the Einsatzstab Reichsleiter Rosenberg in France CIR 1 aus dem Jahr 1945, zu deren Erstellung auch Lohse verhört worden war, ist die Durchsuchung des Sonderstabes Bildende Kunst des ERR in der Wohnung Mayers in der Rue Montabor, Nr. 9, Paris aufgeführt, ohne dass den ALIU-Befragern 1945 der Zusammenhang zur von Lohse eingeleiteten Fahndung bekannt war. Ein Teil der dabei gestohlenen Kunstwerke wurde später vom Deutschen Staat restituiert, die Bibliothek ist bis heute verschollen. Nach der Besetzung der italienischen Zone in Südfrankreich durch die Deutschen war Mayer 1943 von Nizza nach Monte Carlo geflüchtet. Dort wurde er von dem Kunsthändler Delcleve gegen Zahlung einer Belohnung an die Deutschen verraten und am 3. Februar 1944 verhaftet. Nachdem Mayer am 7. März 1944 vom Durchgangslager Drancy nach Auschwitz abtransportiert wurde, hat man nie wieder etwas von ihm gehört.

#### Rettung jüdischer Kunsthändler?
Lohse arbeitete auch mit in Frankreich verfolgten jüdischen Kunsthändlern zusammen. Besondere Kontakte hatte er zu den Brüdern Allen Loebl und Manon Loebl. Allen Loebl, der eine Galerie besaß, hatte Lohse in den Pariser Kunstmarkt eingeführt. Die Galerie Loebls war „arisiert“ worden, aber Loebl blieb dank Göring faktischer Besitzer. Über diese Galerie wurden viele Käufe mit den Deutschen vor allem auch für Göring abgewickelt. Als die Deutschen die Judenverfolgung verschärften und anfingen, Juden in die Vernichtungslager abzutransportieren, kamen die Loebls immer mehr in Schwierigkeiten. Lohse schloss daraufhin mit Allen Loebl ein Abkommen, in dem Loebl Göring das Vorkaufsrecht für alle Bilder zusicherte, die er in die Hand bekam. Dafür sicherte ihm Lohse den Schutz vor Verfolgungsmaßnahmen von SD und SS zu. In diesem Zusammenhang richtete Lohse am 15. Juni 1943 einen Brief an Göring, in dem er darum bat, dass ich die Juden Gebrüder Löbl weiterhin vom SD für meine Ermittlungszwecke zur Verfügung stellen lassen darf. So sorgte er dafür, dass sie die Besatzungszeit überlebten und ihm weiter beim Erwerb von Kunstwerken halfen. Die einzige Bedingung Görings gegenüber Lohse war, dass sein Name auf keinem Papier bei den Verhandlungen mit der Gestapo auftauchen dürfe. Göring erwarb mehrere Bilder und auch die kunsthistorische Bibliothek von Loebl. Angeblich nutzte Lohse seine Position aus, um auch in anderen Fällen Kunsthändlern, Historikern, Freunden und Verwandten in vielen Angelegenheiten zu helfen.

#### Einsatz in anderen Ländern
Lohse war auch in anderen Ländern Westeuropas eingesetzt. Auf der Suche nach Bildern für Göring reiste er häufig in die Niederlande. Nach Lohses eigenen Angaben konnte er für die Reisen nach den Niederlanden einige Male sogar Görings Sonderzug nutzen. Lohse war beim Raub der Sammlung des niederländischen Staatsbürgers Gutmann beteiligt, der einen Teil seiner Sammlung nach Frankreich geschafft hatte. Unter Lohses Leitung wurden diese Teile der Sammlung in Paris beschlagnahmt.
In den Niederlanden hatte Lohse Himmlers SS bei der Beschlagnahmung der Sammlungen der jüdischen Händler Vaudstra und Simons unterstützt – es handelte sich um antike Möbel und Teppiche. Diese waren für die Einrichtung der SS-Stätte Wewelsburg bestimmt. Es gab das Gerücht, dass Lohse die Sammlungen der SS verkauft hätte.
Lohse war auch mehrfach für Göring zum Zwecke des Bilderkaufs und Verkaufs von geraubten Bildern in die Schweiz gereist.

### M-Aktion
Ab 1942 wurde aus dem Einsatzstab Rosenberg heraus in Paris eine Aktion der Beschlagnahme von Haushaltsgut von Juden, die so genannte Möbel-Aktion ins Leben gerufen. Dabei wurden die Wohnungen der geflohenen oder in die Todeslager deportierten Juden durchsucht und ausgeraubt. Die Gegenstände wurden in großen Lagerhäusern in Paris gesammelt und für die bombengeschädigten Einwohner deutscher Städte verwendet. Leiter dieser Aktion war ebenfalls Kurt von Behr. Die Mitarbeiter des Einsatzstabes wie auch der Botschaft durften sich Beutestücke aus der M-Aktion für die Ausstattung ihrer Wohnungen aneignen. Auch die Angehörigen der deutschen Botschaft durften sich aus dem Möbelraub bedienen. Ab März 1942 leitete Lohse die Begutachtung von Kunstwerken, welche die Möbel-Aktion an den Einsatzstab abgab. Auch seine eigene Wohnung in Paris war mit Möbeln aus jüdischem Besitz ausgestattet. Lohse äußerte dazu in seinem Verhör durch die Amerikaner, dass er seine Wohnung neu eingerichtet vorgefunden habe, als er von einem Einsatz außerhalb Paris zurückkam. Eine ihm untergebene Sekretärin des ERR habe sie ohne sein Wissen mit Möbeln aus der M-Aktion ausgestattet.

### Kriegsende
Lohse schied ursprünglich Anfang 1944 aus dem Einsatzstab aus, nachdem er sich mit seinen Kollegen entzweit hatte und nachdem er sich während seiner Skiferien mit seiner Freundin in den französischen Alpen bei einem Unfall ein Bein gebrochen und das Knie verletzt hatte. Göring bestand aber auf seiner weiteren Anwesenheit in Paris. Als die Alliierten näherrückten, war Lohse im August 1944 immer noch in Diensten des Einsatzstabes tätig. Am 14. August 1944 bekamen die „Haupteinsatzführer“ Bruno Lohse und Walter Borchers von Reichsleiter Rosenberg direkt den Auftrag, „die laut Führerbefehl sichergestellten und noch in Paris lagernden Kunstgegenstände aus dem Museum Jeu de Paume und dem Depot des Louvre unverzüglich unter Einsatz aller noch verfügbaren Möglichkeiten abzutransportieren“.
Dafür war es zu spät, denn nach Lynn Nicholas mussten sie mit den anderen Mitarbeitern des ERR schon am 16. August 1944 Paris verlassen – unter Zurücklassung eines großen Teils ihrer persönlichen Habe. Der Standortkommandant Paris hatte die ERR-Mitarbeiter schon zur Verteidigung von Paris einsetzen wollen. Die in Paris zurückgebliebenen Güter wurden offensichtlich nach Brüssel gebracht. Denn Lohse fuhr nach der Eroberung von Paris aus Deutschland wieder nach Brüssel, um dort seine persönliche Habe einzusammeln. Kurze Zeit später erlangte Lohse wegen einer Erkrankung die Erlaubnis von Göring, eine Woche Genesungsurlaub in Meran in Italien zu machen. Währenddessen erhielt er eine sichere Verwaltungsstelle bei einem Luftwaffenregiment Görings in Berlin. Von dort wurde er zum Kunstdepot des ERR auf Schloss Neuschwanstein abgeordnet.
Direkt nach der Eroberung von Paris durchsuchten der amerikanische Kunstschutzoffizier und spätere Direktor des Metropolitan Museum of Art, James Rorimer, und Rose Valland zusammen die verlassene Wohnung Lohses und die Büros des ERR, wobei sie Unterlagen beschlagnahmten. Valland, die Konservatorin des Musée du Jeu de Paume – die während der ERR-Zeit im Museum geblieben war und sich Aufzeichnungen über den Kunstraub gemacht hatte, war auch Mitarbeiterin der Résistance gewesen. Nach der Befreiung Frankreichs war sie von der französischen Regierung als Spezialistin für Rückführung von geraubten Kunstwerken eingesetzt worden.

## Haft nach dem Krieg

### Bei den amerikanischen Besatzungstruppen
Am 2. Mai 1945 wurde Lohse von den Amerikanern wegen seiner Pariser Tätigkeit inhaftiert.
Die westlichen Alliierten hatten riesige Depots mit geraubten Kunstschätzen gefunden und machten sich daran, den Raub aufzuklären und die Kunstschätze zurückzuerstatten (vgl. Restitution). Dazu versuchten sie, sich der Hilfe der beteiligten Kunsträuber zu bedienen. Lohse war bereit, auszusagen. Da andere am Kunstraub Beteiligte, wie sein Vorgesetzter Kurt von Behr und der Leiter der von Göring gegründeten kunsthistorischen Forschungsstätte, Hermann Bunjes, direkt nach der Niederlage Suizid verübt hatten, war Lohse ein wichtiger verbliebener Zeuge des Kunstraubs in Frankreich.
Lohse war auch bereit, im Nürnberger Kriegsverbrecher-Prozess im Verfahren gegen Rosenberg auszusagen, aber es kam auf Grund einer Verfahrenskürzung nicht dazu. James S. Plaut, der Leiter der Art Looting Investigation Unit und spätere Direktor des Museum of Fine Arts in Boston, beurteilte Lohse im Jahr 1946 folgendermaßen: der junge Bruno Lohse, groß, athletisch und Preussisch, war ein ernsthafter Student, ein überzeugter Nazi und ein Träumer. Fasziniert von seiner attraktiven Art und seiner Ernsthaftigkeit, hatte Göring ihn aus von Behrs Mannschaft herausgegriffen und ihn zum Stellvertretenden Direktor gemacht und zu seinem persönlichen Handlungsbevollmächtigten. Vieles von dem französischen Haß über die Demütigungen des Einsatzstabes ist gerechterweise auf Lohse bezogen, der in seinem nationalsozialistischen Eifer und seiner Verehrung von Göring wichtige Raubaktionen organisierte und dominierte. Dabei war er überzeugt, mit seinem Tun seinem Staat und seinem Chef ehrenvoll zu Dienste zu sein. Laut dem Bericht „Activity of the Einsatzstab Reichsleiter Rosenberg in France“ glaubten die Amerikaner Lohse allerdings, dass er von dem Ausmaß der Verbrechen Görings nichts gewusst habe und ehrlich bedrückt war, als er durch die Amerikaner von ihnen erfuhr. Die Amerikaner behielten Lohse für drei Jahre in Haft. Dann lieferten sie ihn 1948 nach Paris aus.

### Prozess in Paris
Lohse war auch dort in Haft. 1950 wurde vor dem Militärtribunal in Paris ein Prozess gegen sechs deutsche Kunsträuber, darunter auch Lohse eröffnet: Gegen den faktischen Leiter des Kunstraubes des ERR in Frankreich, den in Berlin residierenden Robert Scholz (engster Mitarbeiter Rosenbergs in Kunstfragen), den Leiter der Galerie Görings, Walter Andreas Hofer, gegen den seit Juli 1940 in Paris befindlichen NSDAP-Funktionär und Stabsleiter des Einsatzstabes Reichsleiter Rosenberg Georg Ebert, Arthur Pfannstiel (ein deutscher Maler und Kunsthändler, der schon vor dem Krieg in Paris wohnte) und Gerhard Utikal, den Gesamtleiter des ERR (verantwortlich für alle Kunstraubaktivitäten). Der Tenor der Verteidigung von Robert Scholz war der gleiche, den schon Rosenberg 1946 im Nürnberger Prozess geäußert hatte: Der Einsatzstab Reichsleiter Rosenberg habe nur das Eigentum der Juden schützen lassen, das diese ohne Bewachung zurückgelassen hatten, als sie 1940 beim Einmarsch der deutschen Truppen nach Frankreich flohen. Deutschland habe die Kunstgegenstände nur zum Schutze der Juden an sich genommen.
Das Urteil wurde am 3. August 1950 gefällt. Bruno Lohse wurde freigesprochen. Einzelheiten des Verfahrens sind wegen der französischen Geheimhaltungsvorschriften nicht bekannt. Lohse war sicherlich zugutegekommen, dass er den Amerikanern und auch den Franzosen bereitwillig bei der Aufklärung des Kunstraubes behilflich war. Die Untersuchungen der amerikanischen OSS-Einheit ALIU über die Organisation und Durchführung des Kunstraubes beruhten zu einem wesentlichen Teil auf den Aussagen Lohses 1945 in Österreich.
Robert Scholz und Walter Andreas Hofer wurden zu zehn Jahre Gefängnis verurteilt. Die verhängte Strafe mussten sie indes nicht verbüßen, da sie von der BRD nicht ausgeliefert wurden. Der Maler und Kunsthändler Artur Pfannstiel und George Ebert wurden zu drei beziehungsweise einem Jahr Gefängnisstrafe verurteilt.

## Nachkriegszeit
Nach dem Prozess ließ Lohse sich in München nieder. Trotz seiner Verwicklung in den nationalsozialistischen Kunstraub konnte er wieder in seinem alten Beruf als Kunsthändler weiterarbeiten. Seine Berufsbezeichnung war nun nicht mehr Kunsthändler, sondern Kunstberater. Lohse hatte keine Galerie mehr, sondern arbeitete von seiner Privatwohnung aus.
Am 19. März 2007 starb Bruno Lohse in München im Alter von 95 Jahren.

## Gestohlene Bilder in Lohses Safe
Zwei Monate nach Lohses Tod stellte die Zürcher Staatsanwaltschaft nach einer Anzeige des Münchner Anwalts Norbert Kückelmann in einem Safe bei der Zürcher Kantonalbank mehrere Gemälde sicher. Darunter befanden sich Werke der Impressionisten Claude Monet, Auguste Renoir und Camille Pissarro und ein Gemälde des niederländischen Malers Jan Meerhout Einen Blick auf eine Stadt, bei denen der Verdacht bestand, dass sie Raubkunst aus der NS-Zeit seien. Der Safe gehörte seit nahezu dreißig Jahren einer Liechtensteinischen Anstalt mit dem Namen Schönart. Weder die Bank noch die Schweizer Behörden, noch sonst jemand hatten gewusst, wer sich hinter der „Schönart Anstalt“ verbarg und welche Schätze sie versteckte. Erst im Mai 2007 klärte die Staatsanwaltschaft die Zusammenhänge auf: Hinter Schönart steckte Bruno Lohse, „Schönart“ war sein Besitz.

### Der Pissarro von Samuel Fischer
Das Bild von Pissarro Le Quai Malaquais et l’Institut hatte der Verleger Samuel Fischer, der Vater des seit Samuels Tod 1934 als Nachfolger tätigen Gottfried Bermann Fischer, 1907 gekauft. 1938 war das Werk in Wien von der Gestapo beschlagnahmt worden, als die Wohnung der Familie Fischer nach dem Einmarsch der Deutschen von den Nationalsozialisten geplündert worden war. 1940 war das Bild von den Nationalsozialisten in einer Auktion des Dorotheums an einen unbekannten Käufer versteigert worden. Gottfried Bermann Fischer, der es geschafft hatte, vor den Nationalsozialisten ins Exil zu entkommen – erst nach Österreich und dann in die USA –, hatte Zeit seines Lebens nach diesem Bild gesucht.

In den Jahren 2006 und 2007 kurz vor Lohses Tod hatten zwei Personen in Zürich dieses Bild Gisela Fischer, der Alleinerbin von Gottfried Bermann Fischer, angeboten. Sie verlangten ein „Finders Fee“ von 18 % des vermutlichen Marktwerts von fünf bis sechs Millionen Franken. Gisela Fischer ging auf das Angebot jedoch nicht ein, sondern erstattete über ihren Anwalt Norbert Kückelmann Strafanzeige bei der Staatsanwaltschaft München. Ermittler stießen im Fürstentum Liechtenstein auf die Schönart-Anstalt, die einen Safe in Zürich angemietet hatte, in dem sich der Pissarro befand. Die beiden Personen, die Gisela Fischer das Bild angeboten hatten, Jonathan Petropoulos und Peter Griebert, hatten Fotos von dem Pissarro mit sich geführt, die sie in dem kammergroßen Safe der Zürcher Kantonalbank angefertigt hatten. Peter Griebert, ein 1938 geborener Kunsthändler, war ein Geschäftspartner von Lohse, hatte den Zugang zum Safe dieser Stiftung und seit 1988 Bilder für Lohse daraus verkauft. Jonathan Petropoulos ist ein anerkannter Kunstraubforscher und Professor am Claremont McKenna College in Kalifornien. Er sagte aus, dass er nicht im Entferntesten geahnt habe, dass Peter Griebert und Lohse im Besitz des Pissarro gewesen seien. Er habe angenommen, dass das Bild im Besitz eines anderen Eigentümers gewesen sei. Gegen Peter Griebert leitete die Staatsanwaltschaft München I ein Ermittlungsverfahren ein. Ein Verfahren gegen Petropoulos war eingestellt worden. Petropoulos musste aber eine Untersuchung seiner Universität über sich ergehen lassen, ob er sich strafbar gemacht oder ethische Standards der Universität verletzt habe. Das Ergebnis bestätigte diesen Vorwurf nicht. Trotzdem gab er seinen Posten als Direktor des Centre for the Study of the Holocaust, Genocide and Human Rights am CMC auf.
Mit der Beschlagnahme des Safeinhalts der Kantonalbank war die Vermutung von Jonathan Petropoulos aus einem Aufsatz im Jahr 2006 (und auch die Vermutung des Anwaltes von Gisela Fischer Kückelmann) bestätigt worden, dass Bruno Lohse im Besitz von Vermögen gewesen ist, das Holocaustopfern gestohlen und nicht zurückgegeben worden war.
Dass dieses Bild geraubt war und gesucht wurde, war im Kunsthandel spätestens seit 1971 bekannt. Seinerzeit wurde das Bild in der neu erschienenen und bis heute immer wieder aufgelegten Autobiographie von Gottfried Bermann Fischer mit folgenden Sätzen erwähnt: „Das Bild Pissarros aber, es war Quai Malaquais genannt und figuriert im Gesamtkatalog unter der Nummer 1290, blieb verschwunden. Gewiß ziert es die Wand eines Sammlers in Südamerika oder in einem der anderen Länder, die die Rückgabeverpflichtungen aufgehoben haben.“
Den Pissarro gaben die Erben im August 2008 an Gisela Fischer und einen weiteren Nachkommen der Familie Fischer zurück. Am 3. November 2009 ließen die Fischererben das Bild vom Auktionshaus Christie’s in New York zu einem Preis von 2.154.500 US-Dollar versteigern.

### Der Meerhout
Das Bild des niederländischen Malers Jan Meerhout (vor 1630–1677), Einen Blick auf eine Stadt, war im Besitz des jüdischen Sammlers Alfons Jaffé (1861–1949) gewesen, der in Berlin, London und den Niederlanden gelebt hatte. Jaffé hatte seine Sammlung zur sicheren Aufbewahrung an das Museum De Lakenhal in Leiden gegeben. Dort raubte sie 1942 die Dienststelle Mühlmann des Kajetan Mühlmann, die Rauborganisation der Nationalsozialisten in den Niederlanden. Die Dienststelle hatte diese Gemälde an führende Nationalsozialisten verkauft, auch Göring gehörte zu den Käufern. Von den 29 Gemälden Jaffés fehlte bis zu dem Fund in Lohses Safe jede Spur.

## Nachlass
Zum Nachlass Lohses gehörte nach Aussage des Lohse-Anwalts und Nachlassverwalters Willy Hermann Burger auch eine private Gemäldesammlung. Laut Jonathan Petropoulos, dem Verfasser mehrerer Bücher über den NS-Kunstraub, der Lohse bei seinen Recherchen kennengelernt hatte, war die Sammlung Millionen wert. Petropoulos bezog sich bei dieser Äußerung nur auf die Bilder in der Wohnung von Lohse, die er bei einem mit einer Mitarbeiterin von Looted.Art.com durchgeführten Besuch in der Wohnung Lohses noch zu dessen Lebzeiten dort gesehen hatte.
Die Bilder aus dem Safe der Zürcher Kantonalbank und die Schönart-Anstalt waren dem Nachlassverwalter mehrere Monate nach Beginn seiner Nachlassverwaltung Anfang Juni 2007 noch nicht bekannt. Er war der Meinung, dass in der Privatsammlung Lohses kein geraubtes Bild sein könne. Lohses Haupterbin war seine Nichte. Aber sie musste sich das Erbe mit etwa zwanzig anderen Personen teilen, denen Lohse individuelle Schenkungen – vorwiegend Bilder – vermacht hatte. Auch eine Tochter Görings, Edda Göring, soll Lohse mit einem Bild bedacht haben. Die britische Kunstjournalistin Catherine Hickley berichtete in einem Artikel im Nachrichtendienst Bloomberg, dass der Nachlassverwalter Burger ausgeschlossen habe, dass Lohses Bilder ausgestellt würden, bevor sie an die Vermächtnisnehmer verteilt worden seien. Lohse habe ausdrücklich darum gebeten, dass seine Sammlung nicht öffentlich ausgestellt werde.
Catherine Hickley interviewte auch den Münchner Staatsanwalt Joachim Lutz, der die Untersuchung gegen den Lohse-Vertrauten Griebert und Petropoulos leitete. Danach würden die Justizbehörden die Sammlung Lohse nicht erforschen, da es keine Klagen oder Anzeigen bezüglich Bilder der Sammlung gebe. Willi Korte, ein Anwalt und Raubkunstfahnder aus Washington, der für Bermann-Fischer gearbeitet hatte, zeigte sich sehr überrascht, dass Lohses Tätigkeit als Kunsthändler und seine private Sammlung vor seinem Tod noch nie untersucht worden seien.
Weitere Informationen zu der Sammlung von Lohse gewann Hickley in einem Interview mit dem Journalisten und Filmemacher Maurice Philip Remy, der Lohse gekannt hatte. Remy sei in Zusammenarbeit mit den Erben dabei – unentgeltlich wie Stephan Koldehoff später schrieb –, die Biographie Lohses und die Geschichte der Bilder der Sammlung Lohse zu untersuchen. Nach Remy bestehe die Sammlung aus verschiedenen niederländischen Stillleben des 17. Jahrhunderts, einem Aquarell Noldes und anderen flämischen, spanischen und französischen Gemälden. Remy gebe an, dass er die Geschichte von 40 Gemälde untersuche. Es seien Bilder, die zur Erbschaft gehörten und welche, die schon früher verkauft worden seien. Davon seien 18 in den letzten 25 Jahren verkauft worden. Remy behaupte, dass er jedes Bild der Sammlung kenne und betone, bei Lohses Bildern handele sich nicht um einen Hort von NS-Raubkunst. Allerdings sei er sich bei drei Bildern, die aus dem Bestand der Schönart-Anstalt schon verkauft seien, hinsichtlich der Provenienz noch nicht ganz sicher.
Im Interview mit Stephan Koldehoff gab Remy im Dezember 2007 an, dass Lohse den Pissarro unwissentlich in den 1950er Jahren gekauft habe und ihn dann gegen Ende seines Lebens zurückerstatten wollte, als er von der Herkunft des Bildes erfuhr. Remy nannte den Namen des Vorbesitzers nicht.
Koldehoff präsentierte in seinem Buch Die Bilder sind unter uns: Das Geschäft mit der NS-Raubkunst die ganze Liste der Bilder, die zu Lohses Nachlass gehörten, im Tresor waren oder vorher schon verkauft worden waren. Insgesamt zählt er 46 Bilder auf. Von diesen Bildern waren neben dem Pissarro zwei weitere Bilder eindeutig geraubte Bilder.

### Allgemeine Weblinks
- Literatur von und über Bruno Lohse im Katalog der Deutschen Nationalbibliothek
- Lohses Vita in der Internetdarstellung Kunst und Politik von Robert Adrian zum NS-Kunstraub, 1. September 1996. Allerdings enthält die Präsentation keine Belege, so dass die Angaben nicht nachprüfbar sind. Eingesehen am 9. Juli 2009. Robert Adrians Präsentation heißt Kunst und Politik - Art and Politics (in Nazi Germany) und ist hier zu finden.
- CIR 1: Activity of the Einsatzstab Reichsleiter Rosenberg in France. Consolidated Interrogation Report Nr. 1, 15. August 1945, durchgeführt durch die ALIU, Art Looting Investigation Unit des OSS / US Army, enthält die Darstellung der Struktur und Tätigkeit des ERR bei der Durchführung des Kunstraubes in Paris, Verfasser James Plaut. Vollständige Fassung, NARA Dokument M1782 bei Fold 3 – Portal of military documents. Eingesehen am 23. Juni 2012
- DIR 6: O.S.S. ALIU Detailed Interrogation Report No. 6, Bruno Lohse, August 1945. Verhör von Bruno Lohse durch die Art Looting Investigation Unit NARA Dokument M1782 bei Fold 3. Eingesehen am 27. Januar 2010
- Darstellung des Schicksals des Sammlung Schloss auf der Website des französischen Außenministeriums unter dem Titel Collection Schloss – Archives et Patrimoine Dabei wird einerseits eine historische Darstellung geboten, bei der die wichtigsten Beteiligten, natürlich auch Bruno Lohse, aufgeführt werden und außerdem ein Verzeichnis der vermissten Werken in Abbildungen gezeigt wird. Eingesehen am 13. Februar 2010

### Onlinedienst, Zeitungs- und Rundfunkartikel
- James Plaut: Loot for the Master Race. In: Atlantic Monthly. September 1946, eingesehen am 23. Juni 2012
- Stephan Handel: Ein Safe voller Bilder. auf: sueddeutsche.de, 1. Juni 2007.
- Stephan Koldehoff Pissarro Lost and Found in ArtNews Summer 2007, nachgedruckt auf der Webseite der Looted Art Commission.
- Brigitte Ullmer: Geraubte Kunst als Metapher. (Memento vom 26. Juni 2009 im Internet Archive) NZZ, 23. Juni 2009
- Tobias Timm: Beraubt_und_betrogen. In: Die Zeit. 6. Juni 2007
- Catherine Hickley: Nazi Art Dealer's Will Disperses Dutch Masters, Expressionists. im Bloomberg Nachrichtendienst 12. Juli 2007, übernommen von Commission for Looted Art-News.
- Lohses Raubbilder in einer Ausstellung 1984 in Lausanne? Eingesehen am 23. Juni 2012. Artikel in einer Online-Zeitung von Studenten des Claremont College, in dem der Kunstraubforscher Jonathan Petropoulos arbeitete.